# Panicum aldabrense
Panicum aldabrense är en gräsart som beskrevs av Stephen Andrew Renvoize. Panicum aldabrense ingår i släktet vipphirser, och familjen gräs. Inga underarter finns listade i Catalogue of Life.